# Chamalières
Ne pas confondre avec Chamalières-sur-Loire située dans le département limitrophe de la Haute-Loire.
Pour les gares homonymes, voir Gare de Chamalières.
Chamalières est une commune française, située dans le département du Puy-de-Dôme, en région Auvergne-Rhône-Alpes. À l'instar de sa voisine Royat, la ville est une des deux grandes stations thermales situées à proximité directe de Clermont-Ferrand. Toutes deux forment un ensemble thermal important tant à l'échelle régionale que nationale.
Elle fait partie de l'aire d'attraction de Clermont-Ferrand. Ses habitants sont appelés les Chamaliérois et les Chamaliéroises.

## Géographie

### Localisation
Chamalières est située à l'ouest de Clermont-Ferrand. Elle est communément surnommée le « Neuilly-sur-Seine » de Clermont-Ferrand, avec de nombreuses villas cossues, des immeubles en pierre de taille et parcs urbains sur les hauteurs de Clermont-Ferrand et du parc naturel régional des volcans d'Auvergne.
La ville se situe entre Clermont-Ferrand et Royat, ville thermale possédant un casino appartenant également à la commune de Chamalières.
Quatre communes sont limitrophes de Chamalières :
Les communes limitrophes sont Durtol, Ceyrat, Clermont-Ferrand, Orcines et Royat.
|         |             |                  |
| Orcines | Chamalières | Clermont-Ferrand |
| Royat   | Ceyrat      |                  |

### Géologie et relief
Lucien Gachon a réalisé une étude géologique de la commune en 1983.

### Hydrographie
Elle est traversée par la Tiretaine, enterrée en grande partie « sur les deux tiers de sa longueur », « pour des raisons sanitaires et pratiques ».

### Climat
Pour des articles plus généraux, voir Climat d'Auvergne-Rhône-Alpes et Climat du Puy-de-Dôme.
En 2010, le climat de la commune est de type climat océanique dégradé des plaines du Centre et du Nord, selon une étude du Centre national de la recherche scientifique s'appuyant sur une série de données couvrant la période 1971-2000. En 2020, Météo-France publie une typologie des climats de la France métropolitaine dans laquelle la commune est exposée à un climat de montagne ou de marges de montagne et est dans la région climatique Nord-est du Massif Central, caractérisée par une pluviométrie annuelle de 800 à 1 200 mm, bien répartie dans l’année.
Pour la période 1971-2000, la température annuelle moyenne est de 11 °C, avec une amplitude thermique annuelle de 16,5 °C. Le cumul annuel moyen de précipitations est de 723 mm, avec 9 jours de précipitations en janvier et 6,7 jours en juillet. Pour la période 1991-2020, la température moyenne annuelle observée sur la station météorologique de Météo-France la plus proche, « Clermont-Ferrand », sur la commune de Clermont-Ferrand à 2 km à vol d'oiseau, est de 12,1 °C et le cumul annuel moyen de précipitations est de 563,4 mm,. Pour l'avenir, les paramètres climatiques de la commune estimés pour 2050 selon différents scénarios d'émission de gaz à effet de serre sont consultables sur un site dédié publié par Météo-France en novembre 2022.
| Mois                                  | jan.             | fév.            | mars             | avril           | mai             | juin          | jui.            | août           | sep.            | oct.            | nov.             | déc.             | année     |
| ------------------------------------- | ---------------- | --------------- | ---------------- | --------------- | --------------- | ------------- | --------------- | -------------- | --------------- | --------------- | ---------------- | ---------------- | --------- |
| Température minimale moyenne (°C)     | 0,6              | 0,6             | 3                | 5,3             | 9,1             | 12,6          | 14,5            | 14,4           | 10,9            | 8,3             | 3,9              | 1,4              | 7,1       |
| Température moyenne (°C)              | 4,3              | 5,1             | 8,3              | 10,9            | 14,8            | 18,4          | 20,6            | 20,6           | 16,7            | 13              | 7,9              | 5                | 12,1      |
| Température maximale moyenne (°C)     | 8                | 9,5             | 13,7             | 16,6            | 20,5            | 24,2          | 26,8            | 26,8           | 22,5            | 17,8            | 12               | 8,6              | 17,3      |
| Record de froid (°C) date du record   | −23,1 05.01.1971 | −29 14.02.1929  | −21,3 11.03.1931 | −7,1 08.04.03   | −4,2 02.05.1938 | 1 02.06.1975  | 3,8 03.07.1948  | 2,4 24.08.1980 | −3 24.09.1928   | −9,2 29.10.1997 | −11,8 23.11.1993 | −25,8 18.12.1933 | −29 1929  |
| Record de chaleur (°C) date du record | 22,1 30.01.02    | 25,9 28.02.1960 | 26,6 25.03.1981  | 31,3 16.04.1949 | 33 17.05.1945   | 40,9 26.06.19 | 40,7 31.07.1983 | 40,4 24.08.23  | 36,8 16.09.1987 | 33,2 02.10.23   | 24,7 08.11.15    | 21,9 30.12.1925  | 40,9 2019 |
| Ensoleillement (h)                    | 846              | 1 096           | 1 654            | 1 791           | 1 997           | 2 252         | 2 556           | 2 432          | 1 914           | 136             | 903              | 777              | 19 579    |
| Précipitations (mm)                   | 26,6             | 18,7            | 26,1             | 51,1            | 66,5            | 67,5          | 63,3            | 62             | 57,5            | 48,8            | 46,2             | 29,1             | 563,4     |

### Voies de communication et transports

#### Voies routières
À la frontière avec Clermont-Ferrand, plusieurs rues ainsi que deux boulevards font office de frontière avec Chamalières : de la voie ferrée vers la rue du Puy-Vineux, la rue des Beaumes, la rue des Gravouses, la rue Camille-Desmoulins, la rue Descartes, une partie de l'avenue Bergougnan, puis le boulevard Berthelot suivi du boulevard Duclaux, jusqu'au carrefour avec l'avenue Pasteur, jusqu'aux rues Gourgouillon et de Bellevue. Il s'agit d'un axe partiellement classé en route départementale (on relève une borne de la RD 805) à une voie de circulation dans chaque sens ; sur le boulevard Berthelot, une voie est réservée aux bus. Le boulevard Aristide-Briand, prolongeant le boulevard Duclaux, est à sens unique et à trois voies de circulation.
Depuis la place de Jaude et dans le prolongement de la rue Blatin, la route métropolitaine (RM) 68 dessert le quartier du Carrefour Europe par l'avenue de Royat. Celle-ci continue vers Royat et le sommet du puy de Dôme.
L'avenue Pasteur correspond à une partie de la RM 5 (il existe aussi une RM 5c correspondant à la rue Pierre-Poisson ainsi qu'une RM 5d correspondant à l'avenue Paul-Bert).
La RM 69 emprunte successivement les avenues Bergougnan, Voltaire et Valéry-Giscard-d'Estaing (anciennement avenue de Fontmaure).
Au sud de la commune, la RM 143 dessert le quartier des Galoubies (boulevard Gambetta).
La RM 943 emprunte l'avenue Joseph-Claussat, rénovée en 2013, avant de revenir sur le territoire de la commune de Clermont-Ferrand croiser la RM 941 montant vers Limoges ; cette RM 943 continue vers Durtol et Pontgibaud.
Enfin, la RM 944 relie Durtol à Ceyrat par l'avenue Thermale ; elle se substitue à la RM 68 entre le siège de France 3 Auvergne et le carrefour de la place Allard à Royat.

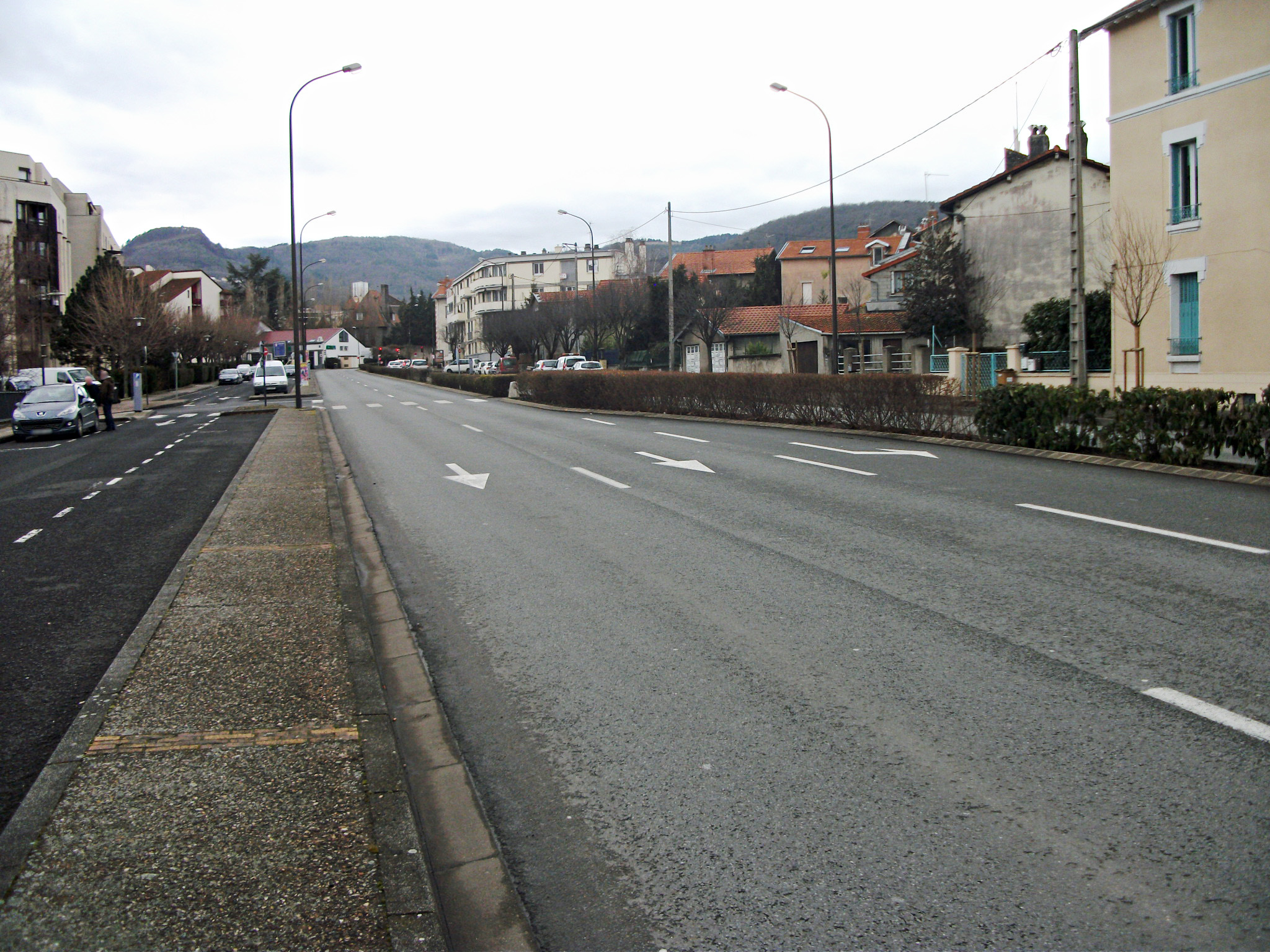
Avenue Bergougnan.
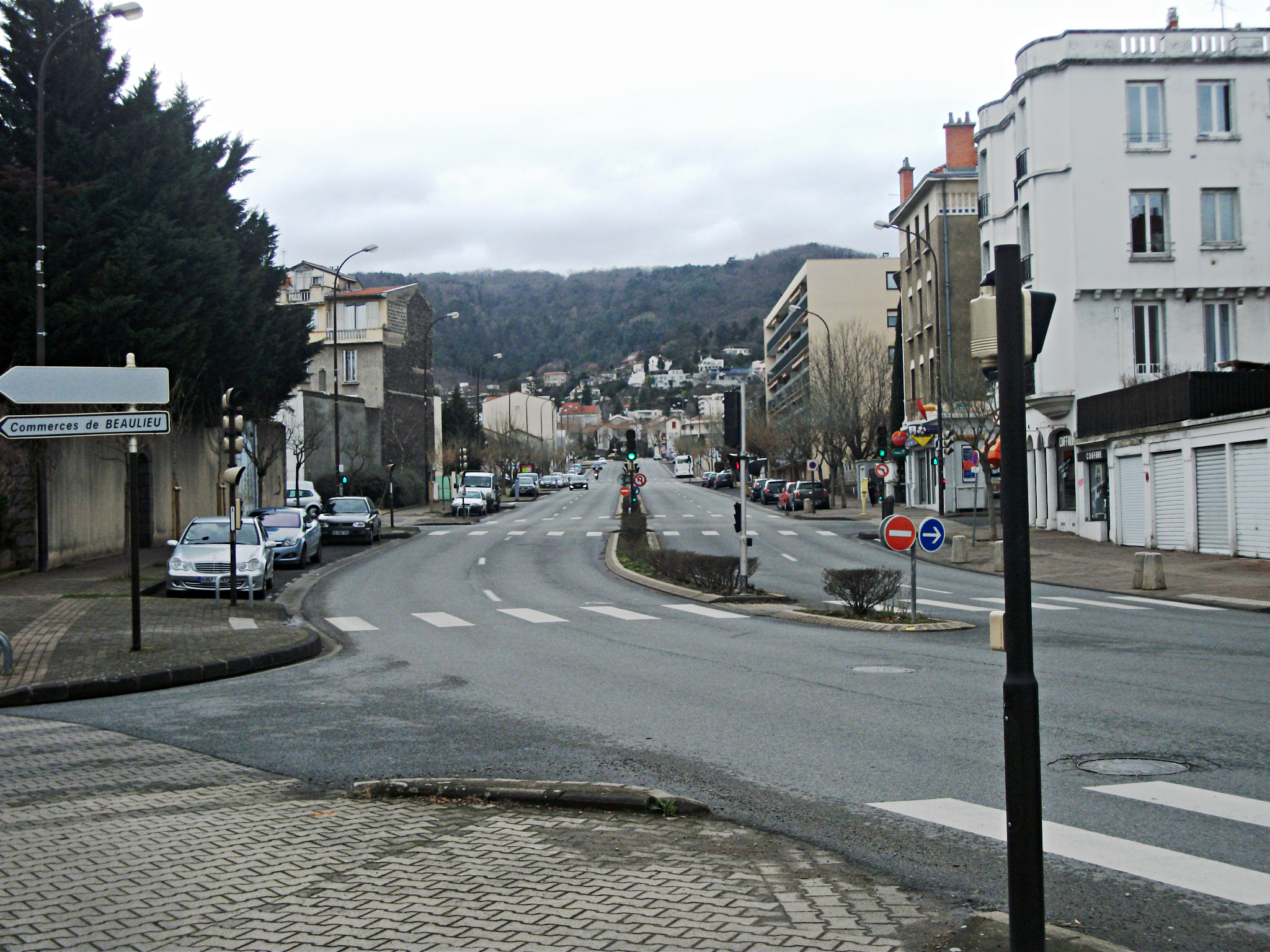
Avenue Voltaire.
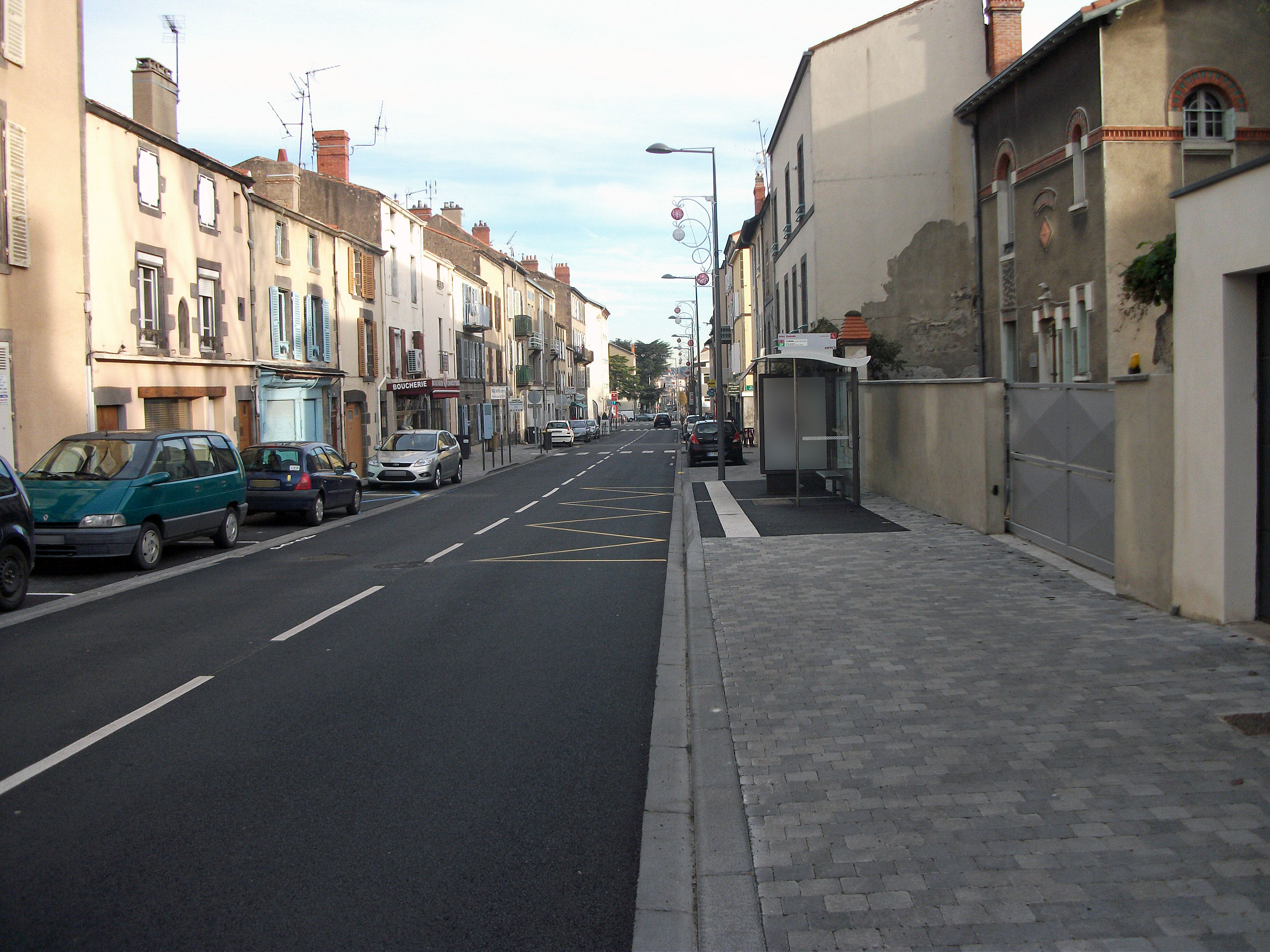
Avenue Joseph-Claussat.

La municipalité a défini trois zones de stationnement (vert, orange, rouge), dont le tarif horaire varie, dans les rues du centre-ville et sur l'avenue de Royat. Les résidents, les professionnels ainsi que les propriétaires de véhicules électriques ou hybrides bénéficient de tarifs spécifiques.
La ville compte six parkings aériens et deux parkings souterrains.

#### Aménagements cyclables
La ville a obtenu le clou rouillé décerné par la Fédération française des usagers de la bicyclette en 2008, pour son absence d'aménagements cyclables.

#### Transport ferroviaire
Chamalières est desservie par une gare ferroviaire, située sur la ligne d'Eygurande - Merlines à Clermont-Ferrand : la gare de Royat - Chamalières, desservie par des TER Auvergne reliant Clermont-Ferrand à Durtol - Nohanent ou Volvic.
Le schéma de cohérence territoriale du Grand Clermont prévoit la création d'une halte au droit du lycée de Chamalières.

#### Transports urbains

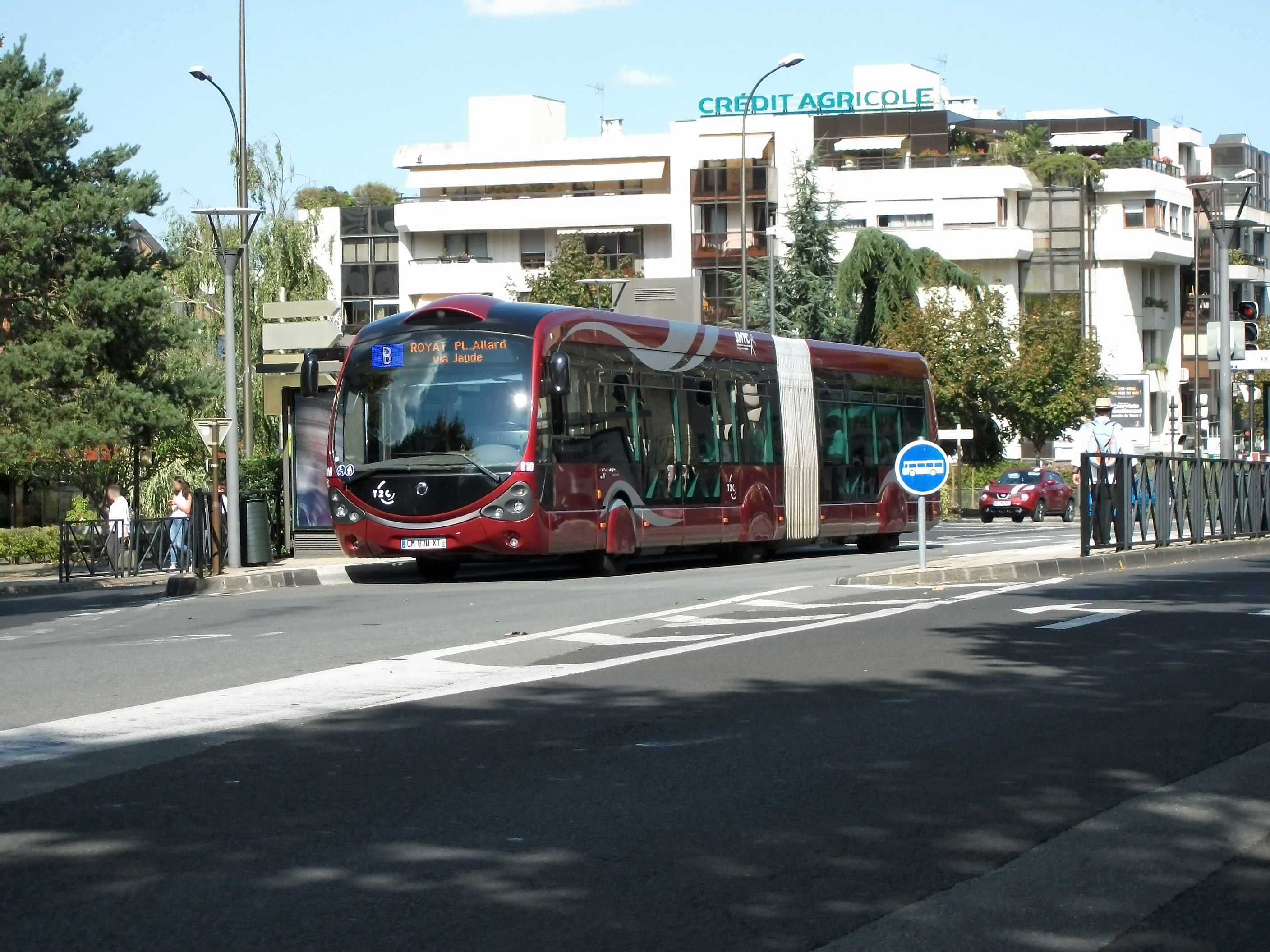
La commune est desservie par le réseau T2C. Ce bus est arrêté sur le site propre du carrefour Europe.

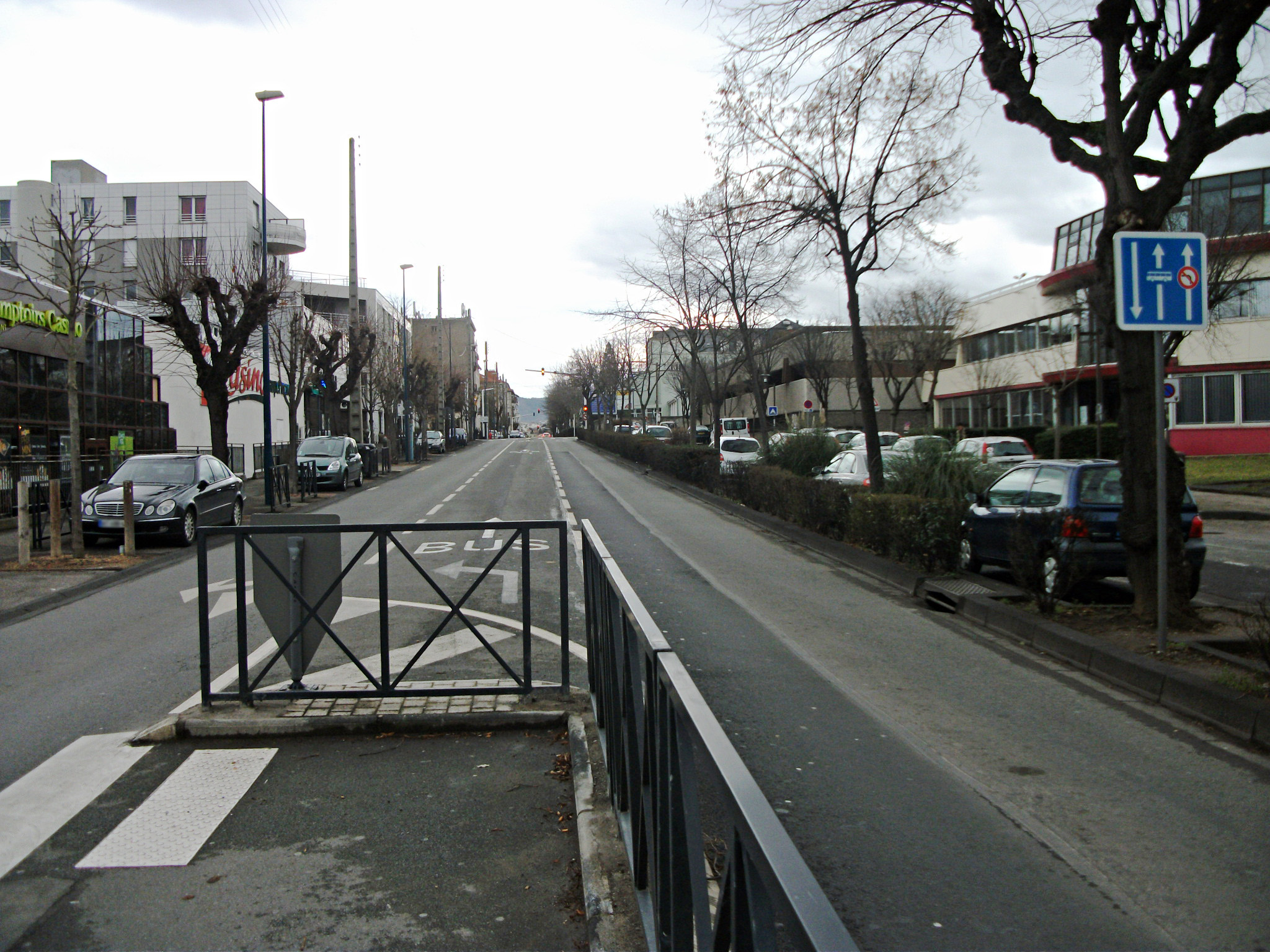
Boulevard Berthelot, à la frontière entre Chamalières (à droite) et Clermont-Ferrand (à gauche). Un couloir de bus a été aménagé au centre.

La ville est desservie par plusieurs lignes du réseau T2C :
- la ligne B reliant la place Allard à Royat au stade Marcel-Michelin via la place de Jaude et la gare SNCF ; à Chamalières, cette ligne dessert le carrefour Europe (arrêt en site propre) et la mairie, elle emprunte exclusivement l'avenue de Royat ;
- la ligne C reliant les Tamaris au lycée Descartes à Cournon-d'Auvergne ; à la frontière avec Clermont-Ferrand, elle emprunte le boulevard Berthelot au moyen d'un couloir bus qui lui est réservé (desserte du quartier de la Galaxie) ;
- la ligne 5 reliant Royat Pépinière à Gaillard, empruntant un itinéraire commun avec la ligne B jusqu'au carrefour Europe ;
- la ligne 9 empruntant le boulevard Berthelot (desserte du quartier de la Galaxie) ;
- la ligne 10 reliant Durtol à Aulnat ; dans la commune, elle emprunte l'avenue Joseph-Claussat ;
- la ligne 13 reliant dessert les Hauts de Chamalières, le lycée, le collège Teilhard-de-Chardin, la mairie, le parc Montjoly, la gare et le quartier des Galoubies avant de revenir à Clermont-Ferrand par le quartier des Salins, et au-delà vers Aubière et Pérignat-lès-Sarliève.

## Urbanisme

### Typologie
Au 1er janvier 2024, Chamalières est catégorisée grand centre urbain, selon la nouvelle grille communale de densité à sept niveaux définie par l'Insee en 2022.
Elle appartient à l'unité urbaine de Clermont-Ferrand, une agglomération intra-départementale regroupant 17  communes, dont elle est une commune de la banlieue,,. Par ailleurs la commune fait partie de l'aire d'attraction de Clermont-Ferrand, dont elle est une commune du pôle principal,. Cette aire, qui regroupe 209 communes, est catégorisée dans les aires de 200 000 à moins de 700 000 habitants,.

### Occupation des sols
L'occupation des sols de la commune, telle qu'elle ressort de la base de données européenne d’occupation biophysique des sols Corine Land Cover (CLC), est marquée par l'importance des territoires artificialisés (98,7 % en 2018), une proportion sensiblement équivalente à celle de 1990 (98,8 %). La répartition détaillée en 2018 est la suivante : 
zones urbanisées (98,7 %), forêts (1,3 %). L'évolution de l’occupation des sols de la commune et de ses infrastructures peut être observée sur les différentes représentations cartographiques du territoire : la carte de Cassini (XVIIIe siècle), la carte d'état-major (1820-1866) et les cartes ou photos aériennes de l'IGN pour la période actuelle (1950 à aujourd'hui).

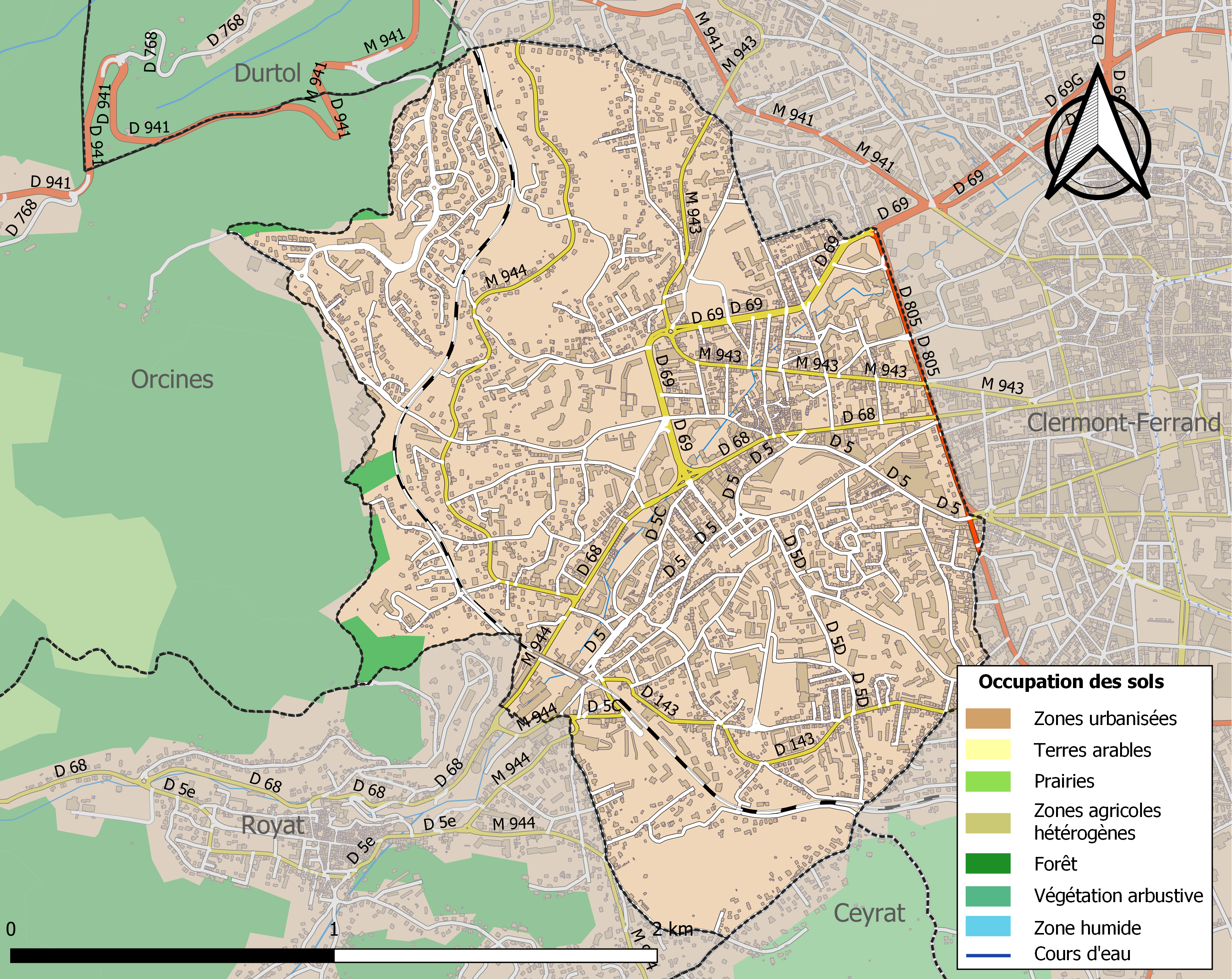
Carte des infrastructures et de l'occupation des sols de la commune en 2018 (CLC).

### Morphologie urbaine

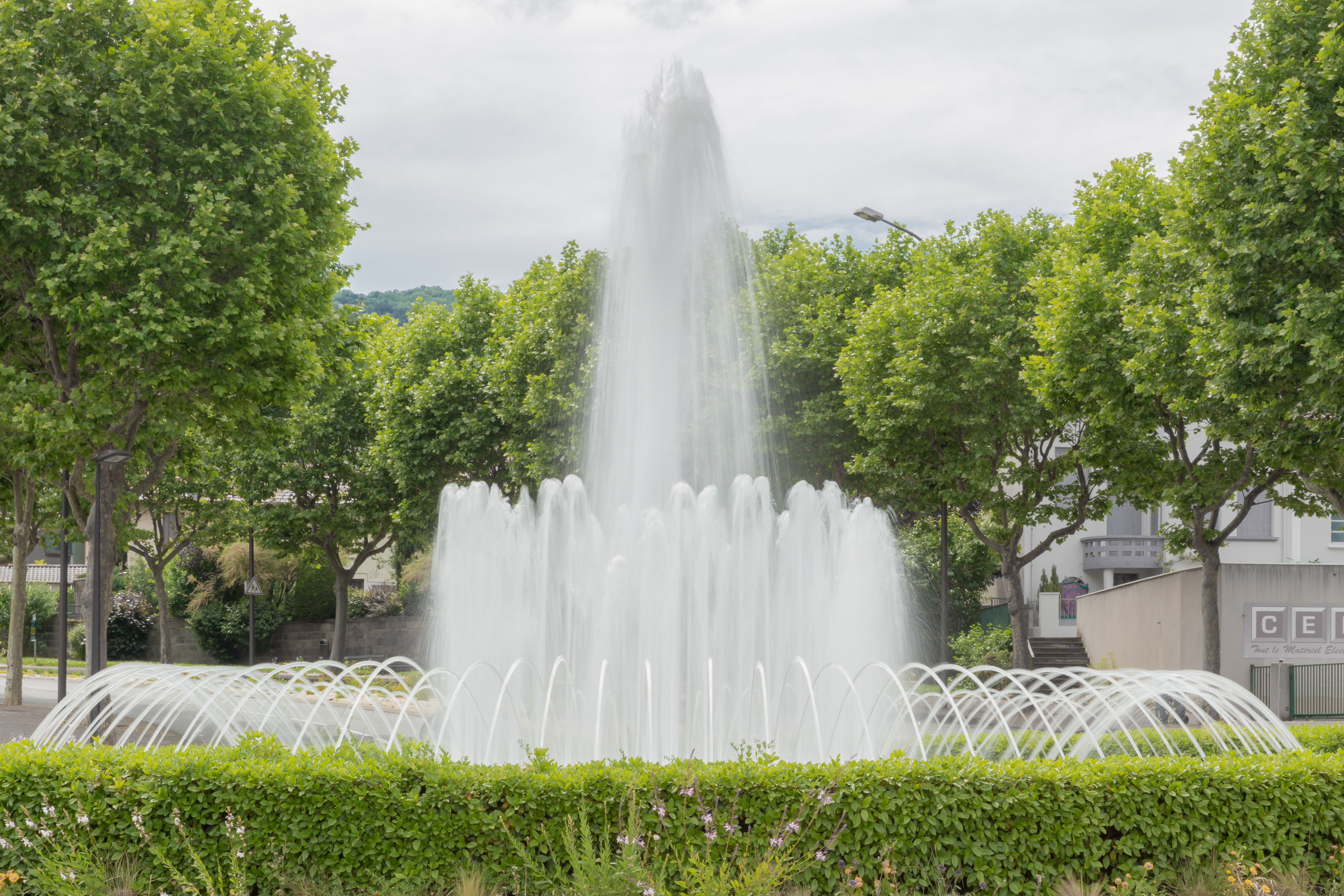
Fontaine faisant office de rond-point.

Au XIXe siècle, l'urbanisation de Clermont était conséquente puisque « Clermont, Montferrand, Bourdon ne semblent former qu'une même et vaste cité ».
Le carrefour Europe est en fait, outre un quartier, un carrefour de plusieurs routes : avenue de Royat sur l'axe Royat – Clermont-Ferrand, l'avenue Aristide-Briand au sud et l'avenue de Fontmaure au nord. Il est caractérisé par un urbanisme sur dalles. L'ancien siège du conseil régional d'Auvergne a été bâti par les architectes Michel Tournaire et Paul Faye architectes de l'agence Faye et Tournaire. En juin 2014, le conseil régional a déménagé près du quartier de Montferrand à Clermont-Ferrand.
Il existe une zone piétonne, où la marche à pied est particulièrement utilisée.
Le plan local d'urbanisme (PLU) a été approuvé le 29 septembre 2011.

### Logement
Le secteur collectif est concentré dans la ville et plus particulièrement l'offre en petits logements.
En 2013, Chamalières comptait 11 868 logements, contre 11 748 en 2007. Parmi ces logements, 82,7 % étaient des résidences principales, 6,4 % des résidences secondaires et 10,9 % des logements vacants. Ces logements étaient pour 18 % d'entre eux des maisons individuelles et pour 81,8 % des appartements. Le nombre de logements vacants a augmenté entre 2007 et 2012 (1 340 contre 1 333) du fait que les actifs souhaitent « conserver leur bien » en attendant leur retraite, conséquence d'une baisse de la population. Le peu de réserves foncières empêche la construction d'ensembles immobiliers favorisant une augmentation de la population. Entre 2008 et 2013, ce nombre baisse (1 296 contre 1 481).
La proportion des résidences principales, propriétés de leurs occupants était de 54,6 %, en hausse sensible par rapport à 2008 (52,5 %). La part de logements HLM loués vides était de 2,3 % (contre 2,6 %).

### Projets d'aménagement

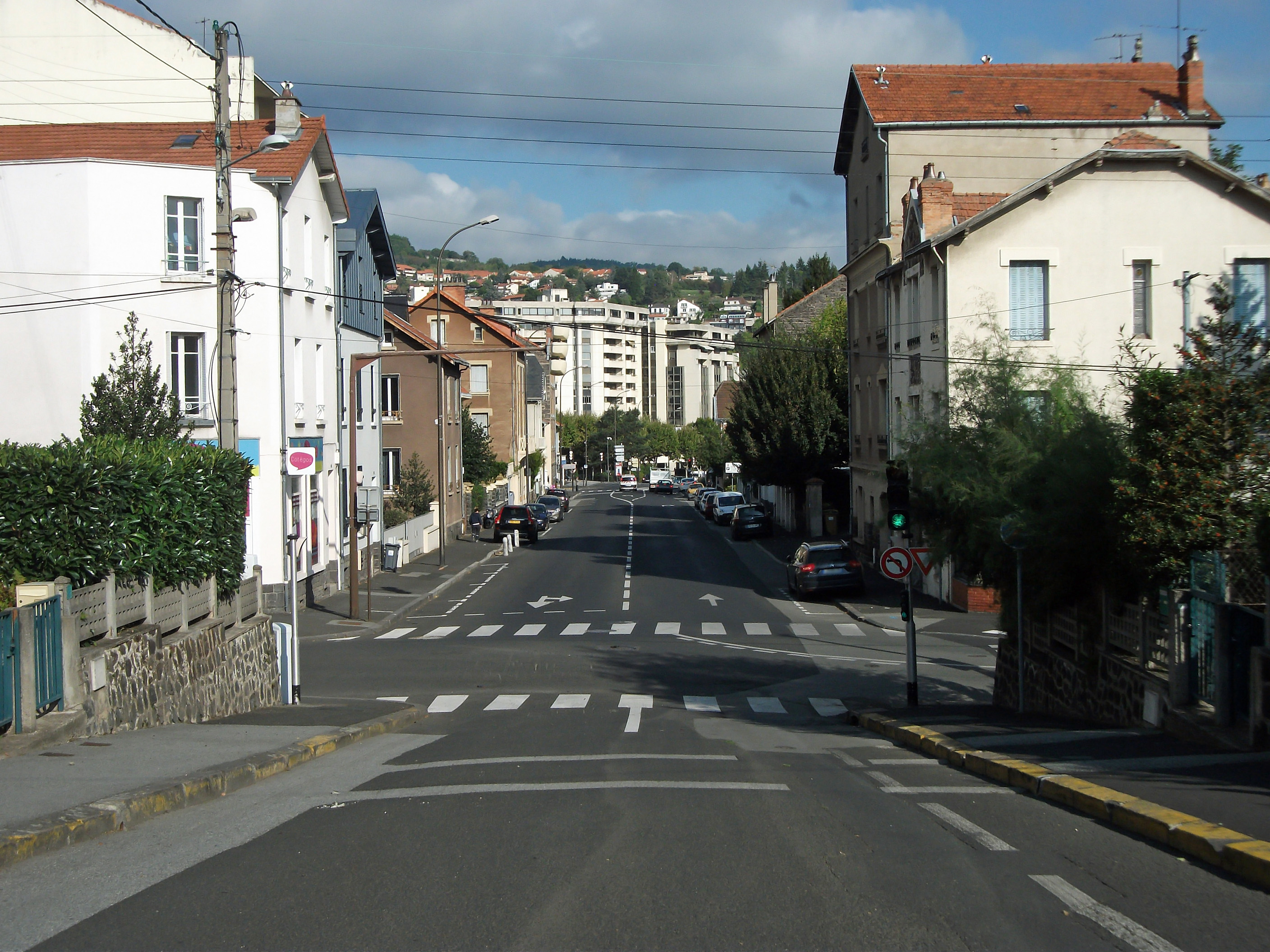
Avenue Aristide-Briand, en direction du carrefour Europe. Elle pourra constituer une partie de la liaison sud-ouest.

Le centre de Chamalières reste peu encombré. Toutefois, le trafic dans l'agglomération clermontoise est concentré sur les boulevards de contournement. La liaison reliant le carrefour des Pistes à Chamalières est constituée de routes à deux ou trois voies de circulation (à Clermont-Ferrand : l'avenue Fernand-Forest, les boulevards Daniel-Mayer, Maurice-Pourchon, Gordon-Bennett, Lavoisier et Berthelot, puis à Chamalières, les avenues Bergougnan, Voltaire et de Fontmaure) correspondant à la route départementale 69. Elle devrait se prolonger du carrefour Europe jusqu'à la déviation de Beaumont (route départementale 2089), sous le nom de « liaison urbaine sud-ouest » jusqu'à l'avenue de la Libération, puis en « avenue sud » jusqu'à la place Henri-Dunant à Clermont-Ferrand, au droit du CHU Gabriel-Montpied.

### Risques naturels et technologiques
La commune de Chamalières est soumise à quatre risques naturels.
Concernant l'inondation, deux plans de prévention du risque inondation ont été prescrits en 1998 (pour la Tiretaine — l'arrêté a été approuvé le 6 mars 2002) et en 2014 (pour les crues à débordement lent de cours d'eau). Les habitations en bordure de la Tiretaine sont directement concernées par ce risque, par crue torrentielle ou par ruissellement urbain. L'état de catastrophe naturelle a été décrété à de multiples reprises, dont trois fois en 1999.
Les mouvements de terrain dans la commune sont caractérisés par « des chutes de pierres et de blocs, [et] par le retrait-gonflement des sols argileux ». L'état de catastrophe naturelle a été reconnu notamment en 2002. Trois quartiers sont touchés : Hermitage/Rothimard, Beaumes et Bargoin (rue des Montagnards) ; dans ces secteurs, toute construction est interdite.
La commune est aussi soumise au risque sismique (zone de sismicité modérée, niveau 3) ainsi qu'au risque feu de forêt.
Elle est aussi concernée par deux risques technologiques :
- bien que située hors des grands axes, le risque « transport de matières dangereuses » s'applique du fait de la présence d'une voie ferrée[21],[20], mais ces véhicules transportant des hydrocarbures peuvent emprunter les boulevards Berthelot et Duclaux[CHAM 5] ;
- la présence d'une mine de bitume expose la commune au risque minier[20].

La commune fait également partie d'un territoire à risque important d'inondation.
Un dossier d'information communal sur les risques majeurs a été rédigé par la mairie.

## Toponymie
Les habitants de la commune sont appelés les Chamaliérois.
Le nom de Chamalières pourrait venir du nom du Temple de Mercure, Cadmillus, « desservi par des jeunes garçons et par des jeunes filles [appelés] Cameli Juvenes et Camelœ Juvenes ».
Chamalières fait partie de l'aire linguistique de l'auvergnat. Dans cette langue la ville est nommée Chamalièras en graphie classique, et Chamaleira en écriture auvergnate unifiée.

## Histoire
La source des Roches était un lieu important du culte des fontaines des Gaulois.

### Moyen Âge
Quelques auteurs attribuaient la fondation de la ville à saint Genès, évêque de Clermont, en 650, où l'église est le monument principal.
Chamalières appartenait aux dauphins d'Auvergne. Étienne, comte d'Auvergne qui y résidait vers 881, fondait alors « cinq églises dont quatre ont totalement disparu ».

### Époque contemporaine
Chamalières est l'ancien faubourg de la ville d'Auvergne. Elle était une simple ville de passage pour relier Clermont-Ferrand à Saint-Mart — une fête était célébrée tous les 25 avril — et à Royat.
Pendant la Première Guerre mondiale, de nombreux hôtels et résidences sont réquisitionnés pour servir d'hôpitaux temporaires afin de soigner les blessés.
Elle abrite le premier fabricant de pneumatiques pour bicyclette, la société Torrilhon. L'usine fermera en 1937 et sera détruite en 1977 (entre l'actuelle carrefour de l'Europe et l'école Jules Ferry).
L'histoire récente de Chamalières est marquée par la déclaration de candidature à la présidence de la République, en 1974, depuis le balcon de la mairie, du maire de Chamalières Valéry Giscard d'Estaing.
Il l'emportera au premier tour sur Jacques Chaban-Delmas, Premier ministre de Georges Pompidou, et au second tour face à François Mitterrand, avec près de 425 000 voix d'avance.

## Politique et administration

### Tendances politiques et résultats
Les dernières élections présidentielles ont été marquées par une prédominance de la droite.
| Année | Élu(e)                 | Élu(e)  | Battu(e)               | Battu(e) | Participation |
| ----- | ---------------------- | ------- | ---------------------- | -------- | ------------- |
| 2002  | Jacques Chirac (UMP)   | 90,22 % | Jean-Marie Le Pen (FN) | 9,78 %   | 83,16 %       |
| 2007  | Nicolas Sarkozy (UMP)  | 61,94 % | Ségolène Royal (PS)    | 38,06 %  | 86,85 %       |
| 2012  | François Hollande (PS) | 44,07 % | Nicolas Sarkozy (UMP)  | 55,93 %  | 83,88 %       |
| 2017  | Emmanuel Macron (LREM) | 83,32 % | Marine Le Pen (FN)     | 16,68 %  | 77,34 %       |

Les trois dernières élections législatives ont quant à elles été marquées par la victoire de Louis Giscard d'Estaing dans la 3e circonscription du Puy-de-Dôme en 2002 et 2007, même s'il a été battu en 2012 par Danielle Auroi par 50,92 % des voix (le redécoupage des circonscriptions législatives de 2010 n'a pas affecté la commune).
| Année | Élu(e)                  | Élu(e)  | Battu(e)                | Battu(e) | Participation |
| ----- | ----------------------- | ------- | ----------------------- | -------- | ------------- |
| 2002  | Louis Giscard d'Estaing | 65,35 % | Danielle Auroi          | 34,65 %  | 61,92 %       |
| 2007  | Louis Giscard d'Estaing | 66,56 % | Mireille Lacombe        | 33,44 %  | 62,74 %       |
| 2012  | Danielle Auroi          | 50,92 % | Louis Giscard d'Estaing | 49,08 %  | 65,21 %       |

Aux élections européennes, le taux de participation reste faible. En 2014, la liste FN n'arrive qu'en quatrième position avec 12,74 % des voix.
| Année | Élu(e)                | Élu(e)  | Battu(e)                 | Battu(e) | Participation |
| ----- | --------------------- | ------- | ------------------------ | -------- | ------------- |
| 2004  | Brice Hortefeux (UMP) | 38,56 % | Catherine Guy-Quint (PS) | 22,51 %  | 48,98 %       |
| 2009  | Jean-Pierre Audy      | 44,23 % | Jean-Paul Besset         | 15,71 %  | 47,01 %       |
| 2014  | Liste UMP             | 28,29 % | Liste UDI-MoDem          | 21,39 %  | 51,25 %       |

Aux élections régionales, la majorité des électeurs ont voté pour les candidats battus. Toutefois, en décembre 2015, la liste de Laurent Wauquiez, comprenant également le maire de la ville de Chamalières, l'emporte largement avec 57,85 % des suffrages exprimés, « le [deuxième] meilleur score d'Auvergne » après Le Puy-en-Velay.
| Année | Élu(e)            | Élu(e)  | Battu(e)                 | Battu(e) | Participation |
| ----- | ----------------- | ------- | ------------------------ | -------- | ------------- |
| 2004  | Pierre-Joël Bonté | 34,58 % | Valéry Giscard d'Estaing | 65,42 %  | 68,35 %       |
| 2010  | René Souchon      | 43,48 % | Alain Marleix            | 56,52 %  | 59,22 %       |
| 2015  | Laurent Wauquiez  | 57,85 % | Jean-Jack Queyranne      | 33,41 %  | 62,99 %       |

Aux élections municipales de 2014, le maire sortant, Louis Giscard d'Estaing, est opposé à deux autres candidats, un de gauche (Éric Spina) et un autre de droite. Le maire sortant a été réélu au premier tour avec 58,42 % des voix. Seule sa liste comprend des élus au conseil communautaire, au nombre de cinq. Eric Spina obtient 22,99 % des voix. Le taux de participation est de 61,67 %. Il est réélu le 3 juillet 2020.
Aux élections départementales de 2015, le binôme Marie-Anne Basset - Jean-Ponsonnaille, élu dans le canton, a recueilli 55,81 % des suffrages exprimés. 45,08 % des électeurs ont voté (5 444 votants sur 12 075 inscrits).

### Administration municipale
Le conseil municipal est composé de trente-trois membres, dont neuf adjoints,.

### Liste des maires
| Période                                  | Période                      | Identité                 | Étiquette          | Qualité |
| ---------------------------------------- | ---------------------------- | ------------------------ | ------------------ | --- |
| Les données manquantes sont à compléter. |                              |                          |                    | |
| 1876                                     | 1881                         | Émile Kuhn               |                    | brasseur de bière |
| 1881                                     | 1903                         | Pierre Poisson           |                    | |
| 1903                                     | 1904                         | Adrien Morin             |                    | |
| 1904                                     | 1906                         | Hippolyte Chatrousse     |                    | |
| 1906                                     | 1911                         | Édouard Baudry           |                    | |
| 1911                                     | 1912                         | Antoine Collier          |                    | |
| 1912                                     | 1919                         | Jean Veissier            |                    | |
| 1919                                     | 1967                         | Pierre Chatrousse        |                    | |
| 1967                                     | 1974                         | Valéry Giscard d'Estaing | RI                 | Conseiller général du canton de Rochefort-Montagne (1958-1974) Député de la 2e circonscription du Puy-de-Dôme Ministre de l'Économie et des Finances (1969-1974)                   |
| 1974                                     | 2005 (décès)                 | Claude Wolff             | UDF puis SE ou DVD | Député (1981-1984), député européen Conseiller général du canton de Rochefort-Montagne (1976-1988) puis du canton de Chamalières (1992-2005) Expert-comptable                      |
| 2005                                     | En cours (au 3 juillet 2020) | Louis Giscard d'Estaing  | UMP puis UDI       | Député de la 3e circonscription du Puy-de-Dôme de 2002 à 2012 2e vice-président de Clermont Auvergne Métropole chargé de la solidarité territoriale et de la politique de la ville |

### Instances judiciaires et administratives
Chamalières dépend de la cour administrative d'appel de Lyon, de la cour d'appel de Riom, du tribunal administratif, du conseil de prud'hommes, du tribunal d'instance, du tribunal de grande instance, du tribunal des pensions, du tribunal paritaire des baux ruraux de Clermont-Ferrand, ainsi que du tribunal des affaires de sécurité sociale du Puy-de-Dôme.
Au milieu du XIXe siècle, Chamalières faisait partie de la section nord des Justices de paix.

### Politique environnementale
La commune s'occupe du nettoyage des espaces publics, sans avoir recours aux produits chimiques.
La gestion des déchets est assurée par la communauté d'agglomération. À Chamalières, le service s'effectue en délégation, pour les collectes en porte-à-porte, pour les encombrants à domicile, les points d'apport volontaire et la maintenance des bacs.

### Jumelages

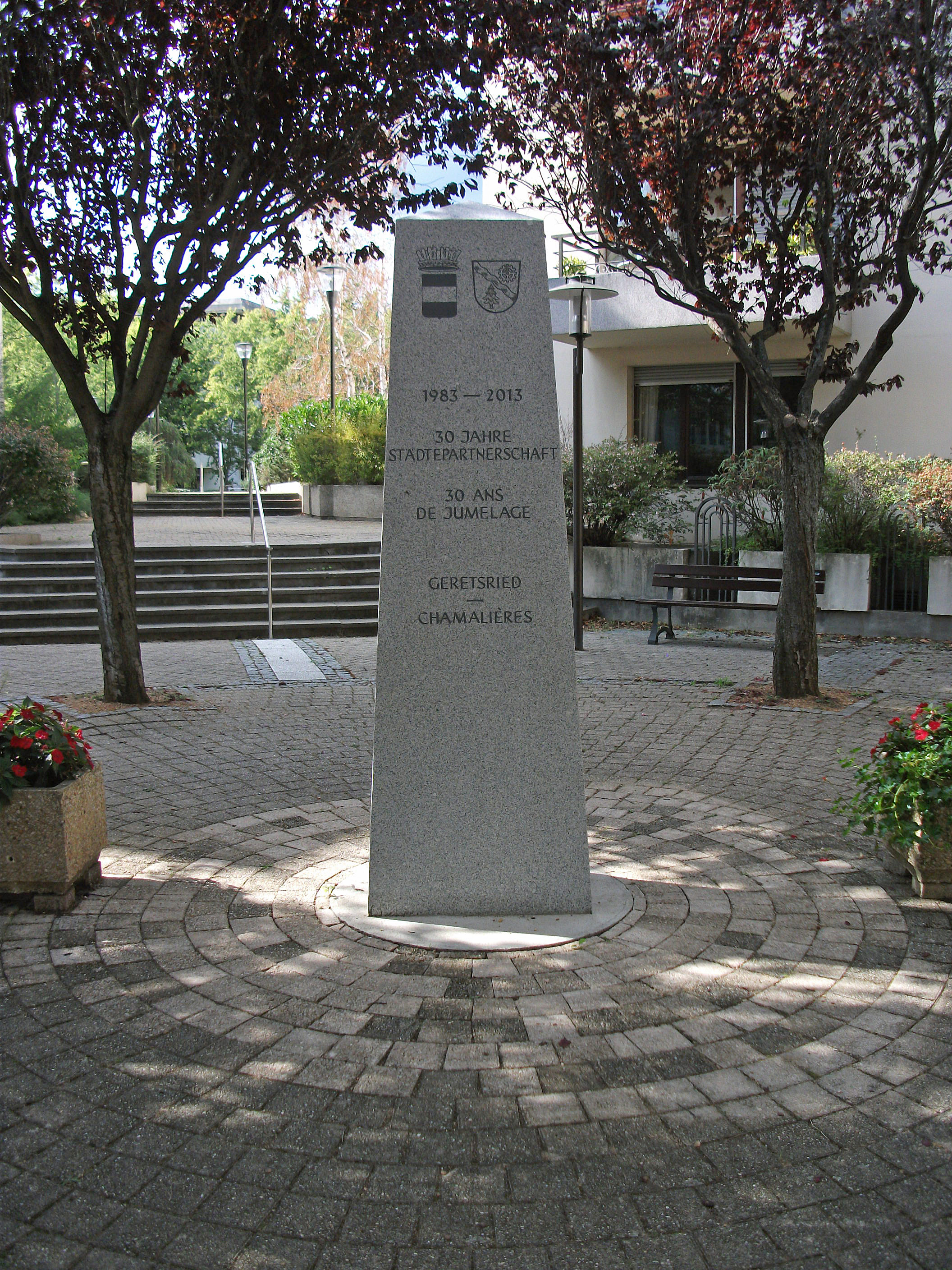
Face de l'obélisque des trente ans du jumelage.

Au 13 février 2015, Chamalières est jumelée avec trois communes. Ces jumelages sont des coopérations décentralisées :
- Geretsried (Allemagne) depuis 1983[CHAM 9], dans la thématique de la culture, du tourisme et du patrimoine ;
- Kendié (Mali) depuis 2007 pour le développement rural et agricole et depuis 2008 pour l'eau, l'assainissement et les déchets ;
- Endeguem (Mali) depuis 2008 pour le développement rural et agricole.

Chamalières a organisé entre le 29 mai et le 2 juin 2013 les trente ans du jumelage avec la ville allemande de Geretsried. Un obélisque a été érigé dans le quartier du carrefour Europe ou espace Jean-Monnet et a été inauguré le 1er juin 2013,. Il comprend deux inscriptions, sur une face, en français :

« Notre amitié est comme une rose que nous soignons à toujours refleurir et qui survivra à tous les hivers. »

et sur une autre face, sa traduction en allemand, l'obélisque étant le « cadeau de la ville de Geretsried » :
« Unsere Freundschaft ist wie eine Rose, die wir immer wieder zum Blühen bringen und die alle Winter überstehen wird. »

## Population et société

### Démographie

#### Évolution démographique
L'évolution du nombre d'habitants est connue à travers les recensements de la population effectués dans la commune depuis 1793. Pour les communes de plus de 10 000 habitants les recensements ont lieu chaque année à la suite d'une enquête par sondage auprès d'un échantillon d'adresses représentant 8 % de leurs logements, contrairement aux autres communes qui ont un recensement réel tous les cinq ans,.

En 2022, la commune comptait 17 591 habitants, en évolution de +1,79 % par rapport à 2016 (Puy-de-Dôme : +2,1 %, France hors Mayotte : +2,11 %).
| 1793  | 1800  | 1806  | 1821  | 1831 | 1836  | 1841  | 1846  | 1851  |
| ----- | ----- | ----- | ----- | ---- | ----- | ----- | ----- | ----- |
| 1 227 | 1 664 | 1 860 | 2 067 | 922  | 1 033 | 1 025 | 1 101 | 1 163 |

| 1856  | 1861  | 1866  | 1872  | 1876  | 1881  | 1886  | 1891  | 1896  |
| ----- | ----- | ----- | ----- | ----- | ----- | ----- | ----- | ----- |
| 1 242 | 1 242 | 1 259 | 1 400 | 1 470 | 1 807 | 2 353 | 2 430 | 2 698 |

| 1901  | 1906  | 1911  | 1921  | 1926  | 1931  | 1936  | 1946   | 1954   |
| ----- | ----- | ----- | ----- | ----- | ----- | ----- | ------ | ------ |
| 2 898 | 2 941 | 3 740 | 5 502 | 6 260 | 7 341 | 8 564 | 11 216 | 11 473 |

| 1962   | 1968   | 1975   | 1982   | 1990   | 1999   | 2006   | 2011   | 2016   |
| ------ | ------ | ------ | ------ | ------ | ------ | ------ | ------ | ------ |
| 14 837 | 17 775 | 18 075 | 17 486 | 17 301 | 18 136 | 17 689 | 17 467 | 17 282 |

| 2021   | 2022   | - | - | - | - | - | - | - |
| ------ | ------ | - | - | - | - | - | - | - |
| 17 454 | 17 591 | - | - | - | - | - | - | - |

#### Pyramide des âges
La population de la commune est relativement âgée.
En 2018, le taux de personnes d'un âge inférieur à 30 ans s'élève à 29,1 %, soit en dessous de la moyenne départementale (34,2 %). À l'inverse, le taux de personnes d'âge supérieur à 60 ans est de 35,6 % la même année, alors qu'il est de 27,9 % au niveau départemental.
En 2018, la commune comptait 7 520 hommes pour 9 690 femmes, soit un taux de 56,30 % de femmes, largement supérieur au taux départemental (51,59 %).
Les pyramides des âges de la commune et du département s'établissent comme suit.
| Hommes | Classe d’âge | Femmes |
| ------ | ------------ | ------ |
| 1,2    | 90 ou +      | 3,2    |
| 9,8    | 75-89 ans    | 14,9   |
| 19,3   | 60-74 ans    | 21,6   |
| 18,6   | 45-59 ans    | 18,6   |
| 19,6   | 30-44 ans    | 14,6   |
| 17,9   | 15-29 ans    | 16,7   |
| 13,7   | 0-14 ans     | 10,5   |

| Hommes | Classe d’âge | Femmes |
| ------ | ------------ | ------ |
| 0,7    | 90 ou +      | 2,1    |
| 7,4    | 75-89 ans    | 10,2   |
| 17,7   | 60-74 ans    | 18,6   |
| 20,2   | 45-59 ans    | 19,2   |
| 18,4   | 30-44 ans    | 17,4   |
| 18,6   | 15-29 ans    | 17,2   |
| 17     | 0-14 ans     | 15,3   |

### Enseignement
Chamalières dépend de l'académie de Clermont-Ferrand.
Dans l'enseignement public, les élèves commencent leur scolarité dans l'un des trois groupes scolaires (écoles maternelle et élémentaire) Jules-Ferry (respectivement cinq et onze classes), Montjoly (resp. quatre et six + CLIS) et Paul-Lapie (resp. cinq et neuf),.
Ils poursuivent leur scolarité au collège Teilhard-de-Chardin, géré par le conseil départemental du Puy-de-Dôme (les élèves habitant aux numéros pairs des rues Descartes et du Puy-Vineux se rendent au collège du quartier de Trémonteix à Clermont-Ferrand).
La région gère le lycée hôtelier (ainsi que sa section d'enseignement général et technologique). Le lycée de Chamalières assure les filières générales et propose une section européenne anglais ainsi qu'en enseignement d'exploration en EPS. Il forme les élèves au CAP agent polyvalent de restauration, au baccalauréat professionnel cuisine ou service ou au baccalauréat sciences et technologies de l'hôtellerie et de la restauration. Il propose aussi des BTS hôtellerie et tourisme ainsi que des mentions complémentaires. Tous les lycéens devraient, au vu de la carte scolaire, fréquenter ce lycée, à l'exception des habitants des rues du Puy-Vineux et Descartes, aux numéros pairs, se rendant alors au lycée Jeanne-d'Arc ou au lycée Blaise-Pascal à Clermont-Ferrand. Les élèves suivant la filière STI2D se rendent au lycée Lafayette ou Roger-Claustres tandis que ceux de la filière STMG sont scolarisés au lycée Sidoine-Apollinaire.
Dans l'enseignement privé, l'institution Sainte-Thècle assure les cours de l'élémentaire au lycée.
L'école supérieure du professorat et de l'éducation (ESPE), composante de l'université Blaise-Pascal, forme les étudiants aux métiers de l'enseignement des 1er et 2d degrés.

### Manifestations culturelles et festivités
Deux manifestations sont organisées au théâtre du casino de Royat :
- Volcadiva, festival de musique lyrique créé en 1998 se tenant en juillet[53],[54] ;
- le salon du livre, le plus important salon littéraire de la région avec cinq mille visiteurs en 2014, tenu début octobre. La troisième saison s'est déroulée les 3 et 4 octobre 2015, avec Gonzague Saint Bris, parrain de la manifestation, Amélie Nothomb, Patrick Poivre d'Arvor et Allain Bougrain-Dubourg[55].

Le Festival Astr'Auvergne est organisé depuis 2021 dans le stade Chatrousse de la ville en juillet. Il est organisé par l'astrophysicien chamalièrois Nicolas Laporte. Plusieurs astrophysiciens et astronautes sont reçus chaque année, dont Étienne Klein, Hervé Dole, Michel Tognini, Yaël Nazé, Brigitte Zanda, Hélène Courtois, Éric Lagadec ou encore Romain Charles.

### Santé
La clinique des 6 Lacs, sur le site de l'ancienne clinique Saint-Antoine, à l'ouest du carrefour Europe, a été mise en service en 2013. Construite pour les besoins de l'agglomération clermontoise, elle est spécialisée dans les soins de suite et de réadaptation. Sa capacité d'accueil est de 1 500 patients à l'année et a permis de créer cinquante emplois. Sur les cent lits existants, dix sont spécialement destinés à l'accueil des adultes en état végétatif chronique ou pauci-relationnel. Le chantier de cette unique clinique du département a été terminé le 15 juillet 2013.
Le siège social et la Direction Générale de l'Association Hospitalière Sainte-Marie sont installés à Chamalières.

### Sports
La commune de Chamalières possède plusieurs installations sportives.
Le complexe sportif Claude-Wolff, nommé en hommage à l'ancien maire[Quand ?], situé dans la forêt du Colombier à 600 m d'altitude, est isolé de la ville. Ce complexe est destiné à la pratique du football (sur terrain synthétique, club résident : FC Chamalières, qui évolue en National 2 ) et de l'athlétisme (club résident : Chamalières Athlétisme).
Plus bas, sur la voie romaine, le Tennis Club du Colombier (six courts), créé en septembre 1974 à l'initiative de Claude Wolff, alors maire, puis le complexe sportif du Colombier accueillent des compétitions de haut niveau. Pour ce dernier, y résident le club de tir à l'arc et les clubs de gymnastique.
Dans le quartier des Galoubies, le complexe sportif Pierre-Chatrousse est composé de sept salles de sport et d'un terrain extérieur ; les clubs d'arts martiaux, le club de rugby (Rugby Club Stade Chamalières) et le club de volley (Volley-Ball Club Chamalières) utilisent ces installations. Le centre aquatique des Hautes-Roches, propriété de la communauté urbaine, est composé d'un bassin olympique et d'un bassin couvert avec séances d'aquagym,.
Chamalières compte plusieurs clubs sportifs :
- en sports nautiques : Chamalières Montferrand Natation + Activités Subaquatiques ;
- en loisirs et détente : Boules Chamaliéroises, Pétanque Chamaliéroise, Société de Chasse, Pêcheurs sans frontières, Auvergne Pêche Aventure ;
- en sports individuels : Amicale Sport santé (cyclotourisme), Arc Club Chamalières, Athlétisme ASPTT Chamalières, Badminton, Cycle Olympique Chamaliérois COC, Cyclotourisme, CSHA (Ski), Tennis Club du Colombier (créé en 1974[58]), Union Sportive Gymnastique, Club de Gym 3e Âge ;
- en sports collectifs : un club de basket-ball (Étoile de Chamalières), un club de handball, un club de foot (FC Chamalières, 410 licenciés[Quand ?]), un club de rugby et un club de volley-ball (Volley-Ball Club Chamalières), Pilou ;
- en arts martiaux et sports de combat : aïkido, judo, karaté Yoseikan Budo, un club d'escrime, de la lutte, deux sections de viet vo dao (adultes et enfants).

### Médias
Le siège régional de France 3, France 3 Auvergne, est situé à Chamalières, entre le carrefour Europe et Royat.
Les kiosques vendent les quotidiens nationaux ainsi que La Montagne (édition de Clermont-Métropole).
Les principales radios nationales ainsi que France Bleu Pays d'Auvergne sont captées sur le territoire de la commune.

## Économie

### Revenus de la population et fiscalité
En 2011, le revenu fiscal médian par ménage s'élevait à 30 349 €, ce qui plaçait Chamalières au 15 220e rang des communes de plus de quarante-neuf ménages en métropole.

### Emploi
En 2013, la population âgée de  à 64ans s'élevait à 11 223 personnes, parmi lesquelles on comptait 75,4 % d'actifs dont 67,6 % ayant un emploi et 7,8 % de chômeurs.
On comptait 5 888 emplois dans la zone d'emploi. Le nombre d'actifs ayant un emploi résidant dans la zone étant de 7 707, l'indicateur de concentration d'emploi est de 76,4 %, ce qui signifie que la commune offre moins d'un emploi par habitant actif.
La population active de 15 à 64 ans était majoritairement composée de cadres et de professions intellectuelles supérieures (2 486 pour 8 464 actifs). Les employés sont 2 132, dont 1 860 ont un emploi. La part des agriculteurs exploitants est en revanche nulle (trois en 2008).
En outre, la commune compte 5 940 emplois dont la majorité est détenue par les employés, qui sont 32,8 %, les professions intermédiaires avec 28 %, les cadres avec 18,4 % ; pour ces trois catégories socio-professionnelles, cette part est supérieure aux moyennes départementale et nationale, les ouvriers avec 14,7 %, les artisans, commerçants et chefs d'entreprise avec 5,9 %, puis les agriculteurs exploitants avec 0,1 %.
En revanche, la majorité des emplois relève du secteur administratif (42,3 %).
6 615 des 7 707 personnes âgées de quinze ans ou plus (soit 85,8 %) sont des salariés. 20,3 % des actifs travaillent dans la commune de résidence.

### Entreprises
Au 1er janvier 2014, Chamalières comptait 922 entreprises : 38 dans l'industrie, 56 dans la construction, 593 dans le commerce, les transports et les services divers et 235 dans le secteur administratif.
En outre, elle comptait 1 027 établissements.

### Agriculture
Chamalières a connu un riche passé viticole, une grande partie de la commune était autrefois plantée de vignes.
Chamalières ne comptait qu'une seule exploitation agricole, d'une superficie d'un hectare, au recensement agricole de 2010.

### Industrie
L'industrie du caoutchouc fut une activité importante de la commune.
C'est à Chamalières que se trouve l'imprimerie de la Banque de France. Elle est entourée de murs et barbelés de cinq mètres de hauteur. C'est la seule imprimerie de France où ont été imprimés les billets en francs et où sont aujourd'hui imprimés les euros et les francs CFA.

### Commerce et services
La base permanente des équipements de 2015 recensait cinquante commerces, dont deux supermarchés, cinq épiceries, douze boulangeries, six boucheries-charcuteries, un magasin de produits surgelés, deux poissonneries, quatre librairies-papeteries-vendeurs de journaux.

### Tourisme
L'office de tourisme de Royat-Chamalières, compétent dans la commune, se situe sur la commune limitrophe de Royat, à proximité de la place Allard.
Au 1er janvier 2016, la commune comptait quatre hôtels, totalisant 94 chambres : deux hôtels trois étoiles et deux hôtels non classés.

#### Grotte du Chien
La grotte du Chien est une grotte située dans la commune, dans laquelle se trouve une mofette qui dégage des émanations de dioxyde de carbone. Pour démontrer au public la réalité de ces émanations, on y descendait autrefois un chien qui, au bout de quelques minutes, titubait, car il était asphyxié : le dioxyde de carbone étant plus lourd que l'air, celui-ci stagne vers le bas ; on le remontait alors à l'air libre, où il pouvait à nouveau respirer normalement. De nos jours, on y descendait une bougie qui s'éteignait aussitôt, ou bien on y faisaitt flotter des bulles de savon. Le public pouvait aussi y descendre et s'asseoir sur le « banc des belles-mères » où, au bout de quelques minutes, on ressentait des vertiges et des picotements dans le nez ; il fallait alors remonter, car l'asphyxie est vite arrivée. Il était déconseillé d'y laisser descendre des enfants, car leur nez étant plus bas que celui des adultes, ils ressentent plus rapidement l'effet du gaz.
La grotte du Chien a été exploitée jusqu'en 2004. La mairie de Chamalières s'est portée acquéreur de la grotte, mais n'a pas encore relancé l'activité touristique.

## Culture locale et patrimoine

### Lieux et monuments

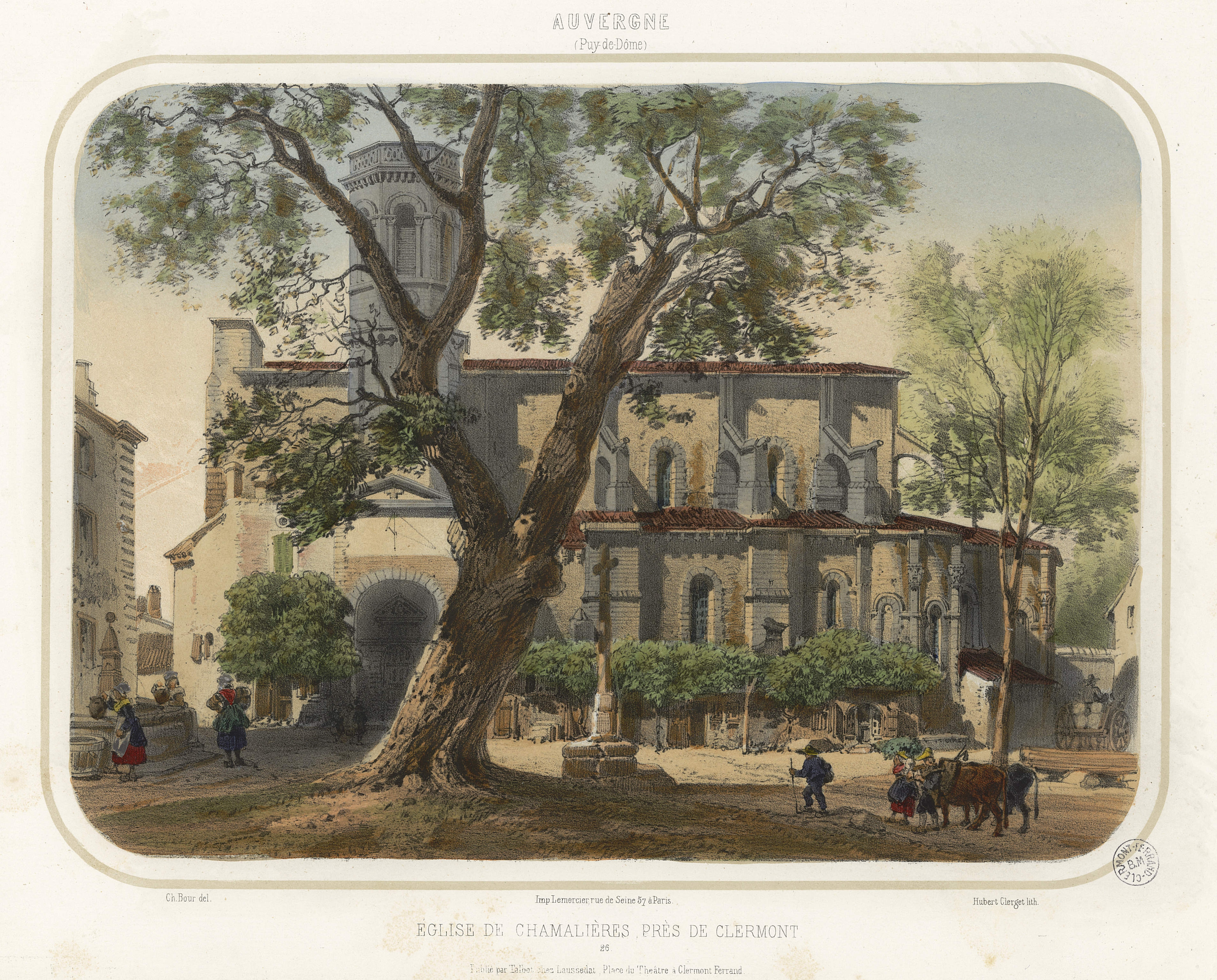
Eglise de Chamalières par Charles Bour et Hubert Clerget au XIXe siècle. Bibliothèque du patrimoine de Clermont-Ferrand.

Chamalières compte quatorze édifices inscrits aux monuments historiques.
- Église Notre-Dame, construite entre le Xe et le XIIe siècle, classée monument historique en 1840[68]. Tout à côté (angle de la rue du Languedoc et de la rue Lufbery), il ne reste presque rien de l'ancienne église Saint-Paul de Chamalières, du XIIe siècle, inscrite monument historique le 30 septembre 1942[69].
- Établissement thermal construit par l'architecte Agis-Léon Ledru entre 1852 et 1856, inscrit monument historique le 10 septembre 1990[70].
- Gare de Royat - Chamalières, inscrite monument historique le 25 novembre 1994 en tant que « conception typique de l'architecture publique de la fin du XIXe siècle »[71].
- Pavillon Majestic, inscrit monument historique le 29 octobre 1975[72].
- Grand Hôtel et Majestic Palace, inscrit monument historique le 7 mai 2021[73].
- Villa Lafond, y compris son jardin, inscrite monument historique le 26 octobre 2000[74].
- Maison Gauthier, inscrite monument historique le 13 décembre 2000[75].
- La source des Roches, site archéologique fouillé en 1968 et 1970-1971 près de l'avenue Jean-Jaurès, où ont été trouvées la plus grande collection d'ex-voto gallo-romains en bois et une inscription gauloise.
- De nombreuses villas de Valentin Vigneron et d'Ernest Pincot.
- Monastère des Clarisses capucines (transfert en 1930 du monastère fondé à Lorgues en 1827).
- Grand Séminaire de Richelieu, inscrit monument historique le 24 février 2012[76].

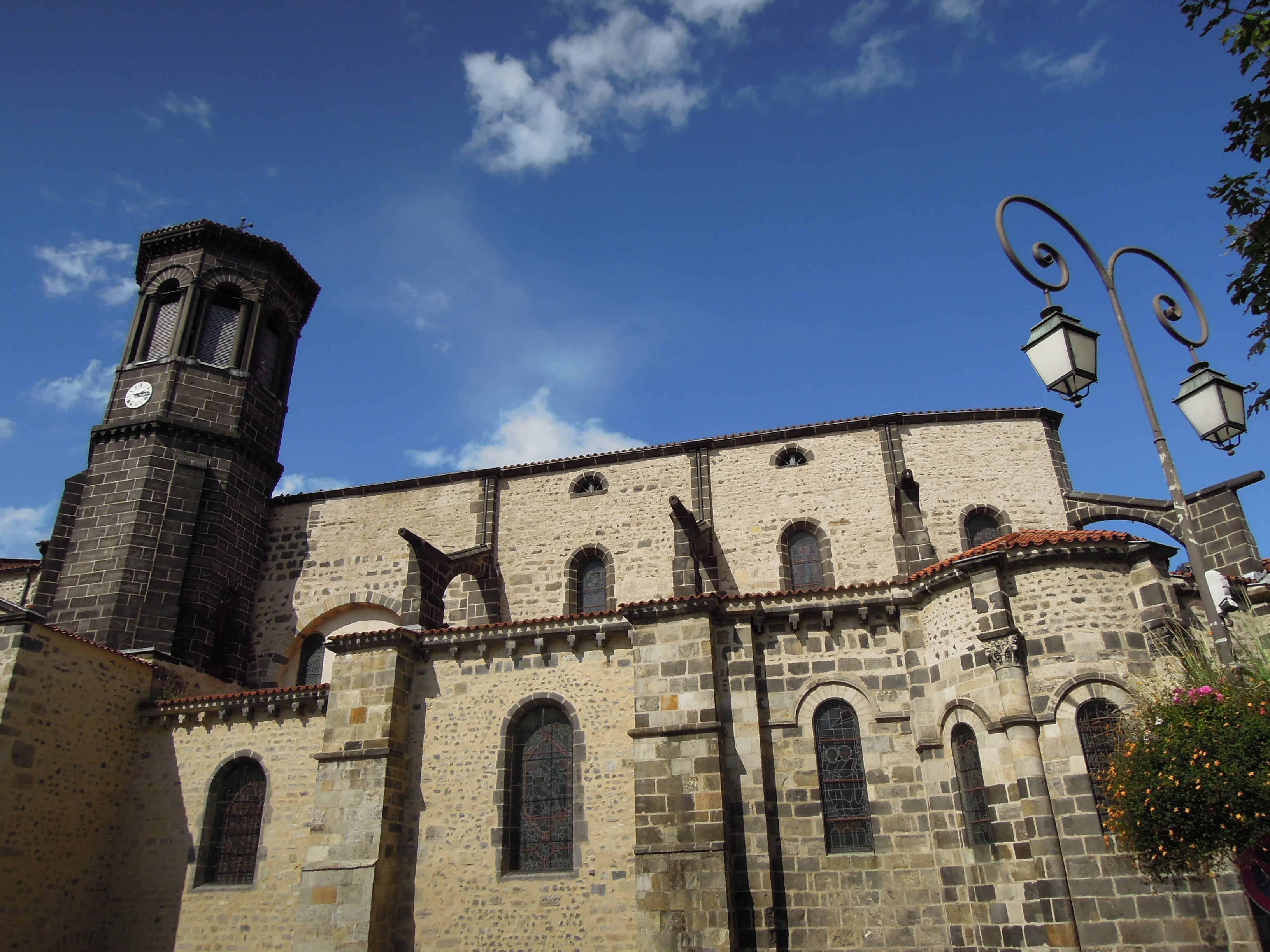
Église Notre-Dame.
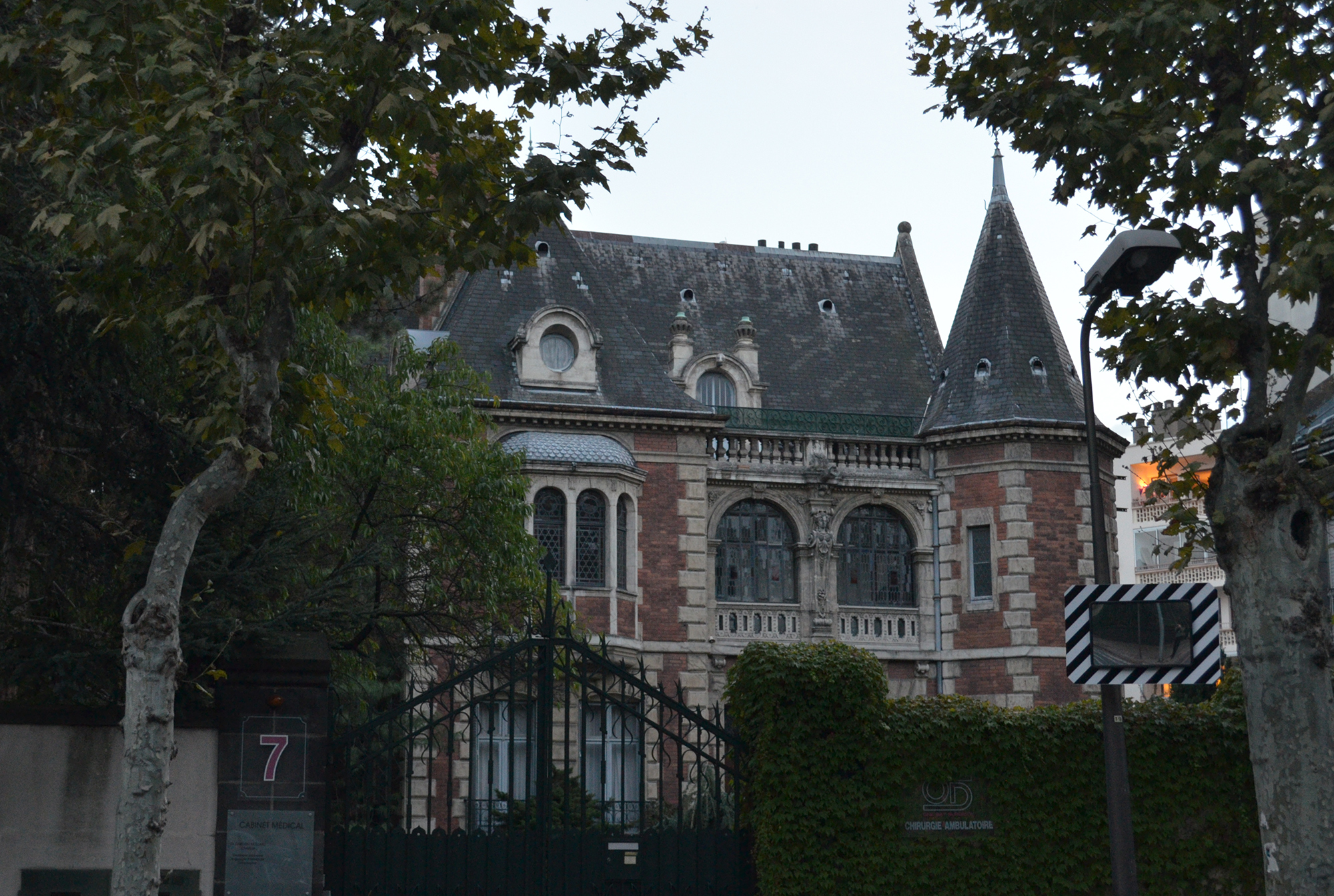
Maison Gauthier.

### Équipements culturels
- Galerie municipale d'art contemporain, dans le quartier du carrefour Europe[CHAM 18].
- Centre Courty, dans le quartier de Beaulieu : activités de bridge et de Scrabble[CHAM 19].
- Bibliothèque Amélie-Murat, du réseau des bibliothèques de Clermont Auvergne Métropole, dans le quartier du carrefour Europe[CHAM 20].
- Bibliothèque sonore Jean-Anglade, établissement de l'association des donneurs de voix, destinée aux personnes handicapées[CHAM 21].
- Bibliothèque diocésaine Richelieu, du grand séminaire de Clermont, fondé en 1656 ; spécialisée dans les publications religieuses depuis son ouverture en 1980[CHAM 22].
- Musée de la Résistance, de l'Internement et de la Déportation[77], fondé en 1994 par l'ancien résistant Jean Bac[78]. Anciennement géré par l'association du Musée de la résistance, de l'Internement et de la Déportation[79] dont Micheline Vaillant, ancienne résistante des Francs-tireurs et partisans français, fut présidente[80], il est depuis 2018 un des musées de Clermont Auvergne Métropole. Il propose des expositions sur le thème de la Seconde Guerre mondiale. Il est situé à la limite de Clermont-Ferrand et de Chamalières, place de Beaulieu, non loin de la villa du 2bis avenue de Royat aujourd'hui détruite[81], où se trouvait l'antenne du KDS (Kommando der SIPO und SD) et de la place du Souvenir, où est érigé le monument dédié aux martyrs de la Résistance et de la Déportation.
- La FAC (Fontmaure Art Culture Chamalières Charreton) : inaugurée en 2023 par le maire Louis Giscard d'Estaing. Ce pôle culturel situé dans l'ancien hôpital Fontmaure réunit l'école municipale de gravure, une artothèque, un lieu de récital et de conférence dans l'ancienne chapelle et un espace muséal dédié au peintre Victor Charreton.

### Patrimoine naturel
La commune de Chamalières possède plusieurs parcs :
- le parc Montjoly (2 000 m2), près de la mairie, place Claude-Wolff ;
- le square Champréal (3 200 m2), boulevard Gambetta ;
- le square Bergson (2 400 m2), rue Bergson ;
- l'espace Beaulieu (6 000 m2), avenue Bergougnan ;
- le parc Bargoin (8 000 m2), chemin de Beaumont, propriété du conseil départemental.
- le "Jardin de traverse" (850m²) : entre l'avenue Aristide Briand et la rue Emile Zola

### Personnalités liées à la commune

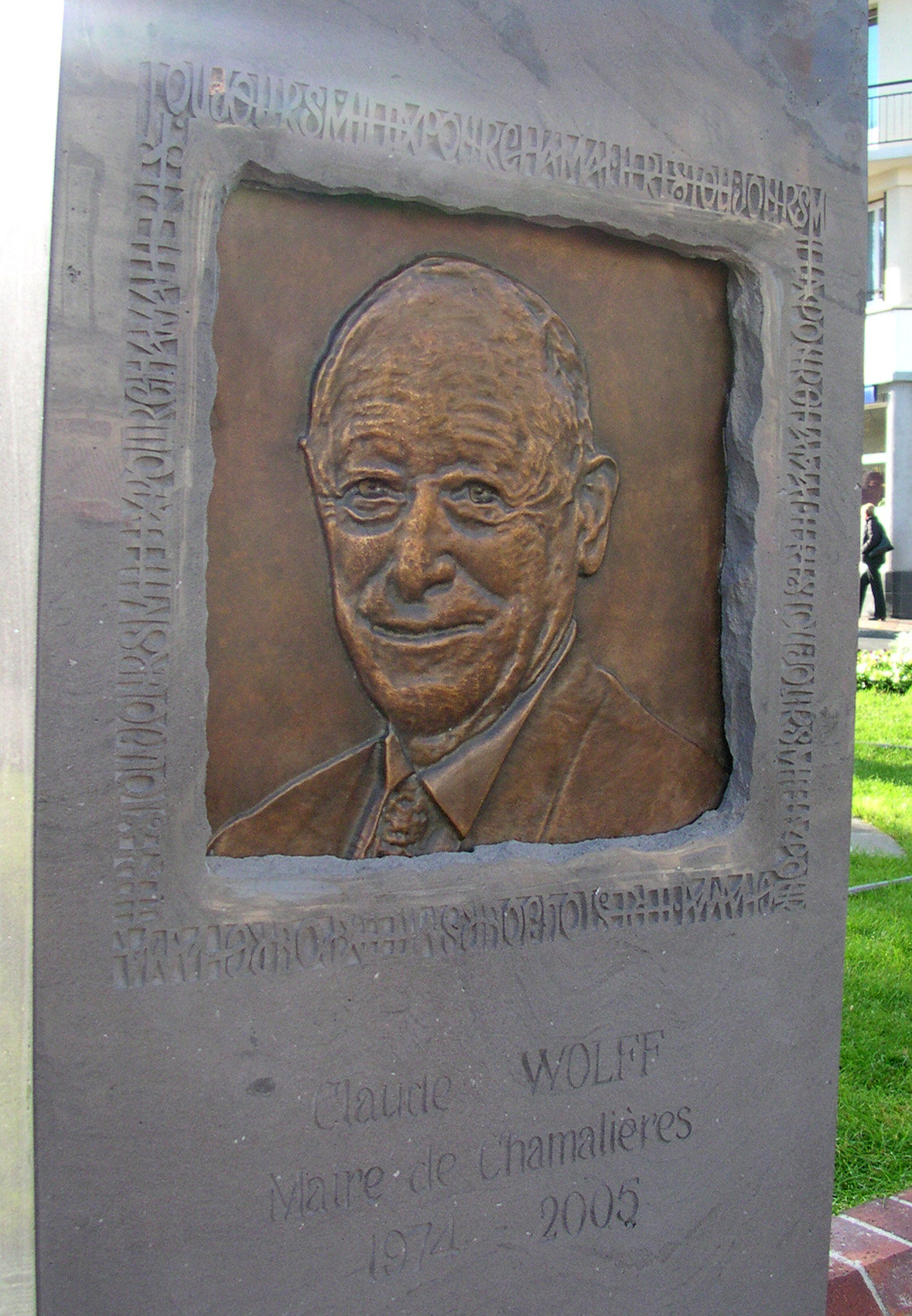
Claude Wolff, maire de Chamalières de 1974 à 2005.

#### Personnalités nées à Chamalières
- Jean-Paul Besset (° 1946), journaliste et homme politique ;
- Renaud Camus (° 1946), écrivain ;
- Colette Capitan (° 1932), sociologue et historienne féministe ;
- Michel Charasse (° 1941-2020), homme politique ;
- Danièle Gilbert (° 1943), animatrice de télévision ;
- Claude Giraud (° 1936 – † 2020 à Saint-Priest-des-Champs), acteur français ;
- Bernard Loiseau (° 1951 – † 24 février 2003 à Saulieu), chef cuisinier. Un restaurant porte son nom le long de l'ancienne route nationale 6 ;
- Raoul Gervais Lufbery (° 1885 – † 1918 à Maron, Meurthe-et-Moselle), pilote, as de la Première Guerre mondiale et membre de l'escadrille La Fayette ;
- Jean-Marie Luton (° 1942 – † 2020), ingénieur en aérospatiale, directeur général de l'Agence spatiale européenne et d'Arianespace
- Christian Mégrelis (° 1938), homme d’affaires français, écrivain, poète et chrétien engagé
- Olivier Merle (° 1965), rugbyman ;
- Amélie Murat (° 1882 – † 1940), poétesse, inhumée au cimetière de Chamalières ;
- Jean-Louis Murat (1952-2023), auteur-compositeur-interprète ;
- Jean-Pierre Mustier (° 1961), banquier ;
- André Parinaud (° 1924 – † 2006 à Paris) écrivain, poète et homme de radio ;
- Paul Paulin (° 1852 – † 1937 à Paris), sculpteur ;
- Yves Robert, (° 1958), musicien de jazz ;
- Pierre Schoendoerffer (° 1928 – † 2012 à Clamart), cinéaste et romancier ;
- Nicolas Stoufflet (° 1961), animateur de radio.

#### Personnalités décédées à Chamalières
- François Grangier de Lamothe (°1757 à Riom - † 1822), homme politique, maire de Clermont-Ferrand.
- Georges Desdevises Du Dézert (° 1854 à Lessay, Manche – † 1942), historien et homme de lettres.
- Gaby Sylvia (1920-1980), comédienne.

#### Autres personnalités liées à Chamalières
- Valéry Giscard d'Estaing ; il fut maire de la ville avant d'être élu président de la République. Un timbre[82], une avenue[9] (depuis fin novembre 2021) et le lycée de la commune (depuis février 2023)[83] portent son nom.
- Louis Giscard d'Estaing ; fils du précédent, il est le maire de la commune depuis 2005.
- Alfred Klein (1916-1944), résistant ; instituteur à l'école Jules-Ferry, où une plaque rappelle son nom.
- Claude Wolff (° 1924 à Strasbourg – † 2005 à Clermont-Ferrand), député, maire de Chamalières pendant 31 ans, inhumé au cimetière de Chamalières.

### Héraldique
| Blason de Chamalières | Blason  | De gueules à la fasce d'argent.                                                   |
| Blason de Chamalières | Détails | Le statut officiel du blason reste à déterminer.                                  |
| Blason de Chamalières | Alias   | De gueules à la fasce d'argent, à la lettre C capitale d'or brochant sur le tout. |